# Cantón de Naranjo
Naranjo es el cantón número 6 de la provincia de Alajuela en Costa Rica. Está localizado al noroeste de la ciudad de Alajuela.

## Toponimia
El origen del nombre del cantón se remonta a 1833 cuando el primer colonizador que llegó a la región, don Judas Tadeo Corrales Saénz, encontró unos naranjales en medio de la espesura del bosque que cubrían el actual poblado Candelaria, en la ciudad de Naranjo; motivo por el cual denominó el sitio como Los Naranjos. En el transcurso del tiempo a este topónimo se le omitió el artículo, y cuando se creó el cantón se le asignó sólo el nombre de Naranjo.

## Historia
Naranjo se fundó como Cantón Sexto de la provincia de Alajuela por decreto n.º 9 del 9 de marzo de 1886.

## Geografía
Cantón de Naranjo cuenta con un área de 127,01 km² y una altitud media de 1180 m s. n. m.

## Ubicación
Limita al norte con Zarcero, al sur con Atenas, al este con Sarchí y Grecia, y al oeste con San Ramón y Palmares. Fue fundado el 24 de julio de 1867. Su cabecera es la ciudad de Naranjo.

### Límites
- Este: Sarchí y Grecia
- Oeste: San Ramón y Palmares
- Norte: Zarcero
- Sur: Atenas

## División administrativa
Se compone de ocho distritos:
1. Naranjo
2. San Miguel
3. San José
4. Cirrí Sur
5. San Jerónimo
6. San Juan
7. El Rosario
8. Palmitos

## Demografía
Para el año 2022, Cantón de Naranjo cuenta con una población estimada de 46 647 habitantes, y para el último censo efectuado, en 2011, Cantón de Naranjo contaba con una población de 42 713 habitantes.
De acuerdo al censo nacional del 2011, la población del cantón era de 42 713 habitantes, de los cuales, el 6,8 % nació en el extranjero. El mismo censo destaca que había 11 678 viviendas ocupadas, de las cuales, el 65,8 % se encontraba en buen estado y había problemas de hacinamiento en el 3,5% de las viviendas. El 53,9% de sus habitantes vivían en áreas urbanas.
Entre otros datos, el nivel de alfabetismo del cantón es del 98,2%, con una escolaridad promedio de 7,6 años.
Para el año 2012 presentaba un alto índice de desarrollo humano (0.719) según el Programa de las Naciones Unidas para el Desarrollo.

## Economía
La economía del cantón de Naranjo se basa principalmente en la agricultura, destacando el cultivo del café como su principal actividad productiva. También se desarrollan actividades agropecuarias e industriales.
Además, una parte significativa de la población se dedica a sectores empresariales, financieros, de servicios, así como a labores artesanales y textiles. El cantón cuenta con sitios turísticos y espacios destinados a la recreación, entre los que sobresalen las actividades de pesca deportiva, especialmente de tilapia y trucha.
El censo nacional de 2011 detalla que la población económicamente activa se distribuye de la siguiente manera:
- Sector primario: 17,1 %
- Sector secundario: 25,3 %
- Sector terciario: 57,6%

## Lugares de interés
La Basílica de Nuestra Señora de las Piedades, ubicada en la ciudad de Naranjo, es considerada la joya arquitectónica del cantón y ha sido declarado como patrimonio histórico-arquitectónico de Costa Rica. Otro edificio destacado es la iglesia de Bajo Corrales, dedicado a la Virgen de la Candelaria.
Al oeste de Naranjo se asienta el Cerro del Espíritu Santo donde se encuentran ruinas de una construcción católica al Cristo Rey.